# Prachya Pinkaew
Prachya Pinkaew (thaï: ปรัชญา ปิ่นแก้ว), né le 2 septembre 1962 , est un réalisateur, scénariste et producteur de cinéma thaïlandais.
Il est avec Panna Rittikrai le mentor de Tony Jaa.
Son film majeur est Ong-Bak (2003).

## Biographie[2]

### Enfant, adolescent et jeune adulte
Prachya Pinkaew, comme beaucoup de thaïlandais, aime beaucoup  les films d'actions, en particulier ce que fait Sombat Metanee ; les films Payak Yikae, Mahahin, Sue Pukae, Ha Chek ; et Chum Pae qu'il a vu des tas de fois car les cinémas en plein air programment ce film en boucle. En revanche, au début, il n'aime pas les films de Panna Rittikrai car il a du mal avec son physique et est réellement très hostile à son égard car celui-ci, dit-il, se voyait au même niveau que Bruce Lee ou Jackie Chan (il a ensuite changé d'avis après avoir passé beaucoup de temps avec lui et produit quelques-uns de ses films car Panna met beaucoup de cœur et d'efforts dans son travail).

### Les années 1980: les études.
En 1985, Prachya Pinkaew est diplômé en architecture du Nakhon Ratchasima Technology College dans la Province de Nakhon Ratchasima.

### Les années 1990: Publicité, clips de musique et romance.
Après ses études, Phrachya Pinkaew commence sa carrière en tant que directeur artistique. Il fait de la publicité et des clips vidéos de musique (comme Nonzee Nimbutr, Wisit Sasanatieng et Pen-ek Ratanaruang).
Dans les années 1990 le cinéma thaïlandais est moribond. Ne subsistent que quelques bluettes et quelques films d'horreur pour adolescents.
Donc Pinkaew réalise des films pour adolescents.
Son premier film est en 1992 The Magic Shoes. Puis il tourne Dark Side Romance en 1995.

### À partir de 1997: un renouveau du film d'action et d'arts martiaux.
En 1997, la crise financière puis économique frappe l'Asie du Sud-Est. Le peu d'industrie du cinéma en Thaïlande est réduite à une peau de chagrin.
Surfant sur la vague du renouveau du cinéma thaïlandais initié par Nonzee Nimibutr, Phrachya Pinkaew créé lui aussi en 1997 sa compagnie de production "indépendante" Baa-Ram-Ewe (en réalité, pas tant que ça puisqu'elle est affiliée à la très puissante Sahamongkol Film International).
Dans un premier temps, il produit quelques films à succès nationaux comme Body  Jumper (film de vampires), Heaven's Seven (film d'action), 999-9999 (film d'horreur) etc.
Mais il a aussi un rêve secret : devenir la référence et le maître du film d'arts martiaux (Bruce Lee, maître du kung-fu est mort, Jet Li le chinois est vieillissant, il y a donc de nouveau un espace libre).
Phrachya Pinkaew met les moyens pour accomplir son rêve : Il rencontre donc l'expérimenté maître en la matière, Panna Rittikrai qui a été acteur dans près de 50 films d'arts martiaux et d'action depuis les années 1980 et a réalisé aussi quelques films remarqués ; Panna Rittikrai lui présente son élève surdoué, Tony Jaa. Ainsi commence le tournage de Ong-Bak. Tony Jaa s'entraîne de façon intensive dans son art pendant 4 ans et les scènes du film sont patiemment filmées une à une en 3 ans sans trucages, sans assistance technique et sans effets spéciaux.
En 2003, Ong-Bak est projeté dans les cinémas. Ce film a un immense succès en Thaïlande. Luc Besson rachète les droits pour le diffuser à l'international et récolte un énorme succès planétaire. Ong-Bak est de nos jours le plus célèbre films thaïlandais de tous les temps.
En 2005, Le trio Pinkaew / Jaa / Rittikrai se reforme pour sortir L'Honneur du dragon (ต้มยำกุ้ง, Tom-Yum-Goong) mais le public et les critiques sont dans l'ensemble déçus sauf en Asie où Tony Jaa est célébré comme le digne successeur de Bruce Lee.
Ensuite Panna Rittikrai continue d'épauler Tony Jaa dans Ong-Bak 2 (2008) puis Ong-Bak 3 (2010).
Ensuite Phrachya Pinkaew continue à exploiter le filon du film d'arts martiaux et d'action en réalisant ou (et) produisant Le guerrier de Feu (2006) , Chocolate (2008), Force of Five (2009), L'honneur du dragon 2 (2013).
Phrachya est donc producteur de nombreux films d'action mais aussi de comédies (Sayew; The Sperm), de films d'horreur (Sick Nurses; Arbat), de romances (Midnight My Love; The Love of Siam) et de comédies musicales (The Magic Shoes; Luk Thung Signature avec des chansons de Luk Thung de Sodsai Rungphothong, Sunaree Rachasima et Pongsri Woranuch).

## Filmographie[6]

### Réalisateur
- 1992 : The Magic Shoes (รองต๊ะแล่บแปล๊บ, Rawng tah laep plaep)
- 1995 : Dark Side Romance (เกิดอีกที ต้องมีเธอ, Goet iik thii tawng mii theu / Rebirth Only of You[7])
- 2003 : Ong-bak (องค์บาก)
- 2005 : L'Honneur du dragon (ต้มยำกุ้ง, Tom-Yum-Goong)
- 2008 : Chocolate (ช็อคโกแลต)
- 2011 : Bangkok Revenge
- 2011 : The Kick[8]
- 2013 : L'Honneur du dragon 2 (ต้มยำกุ้ง 2, Tom-Yum-Goong 2)
- 2016 : Luk Thung Signature[9]
- 2019 : Sisters[10],[11]

### Scénariste
- 2003 : Ong-bak
- 2005 : L'Honneur du dragon

### Producteur
- 2001 : Pop Weed Sayong (Body Jumper)
- 2002 : 999-9999
- 2002 : 7 pra-jan-barn (Heaven's Seven)
- 2003 : The Unborn
- 2003 : Fake (โกหกทั้งเพ) [12]
- 2003 : Ong-Bak: Muay Thai Warrior
- 2004 : Born to Fight (Kerd ma lui)
- 2005 : Cherm (Midnight My Love)
- 2005 : L'Honneur du dragon (ต้มยำกุ้ง, Tom-Yum-Goong)
- 2006 : Mercury Man
- 2006 : Le Guerrier de Feu (Dynamite Warrior)
- 2007 : The Sperm
- 2007 : Sick Nurses
- 2007 : The Love of Siam
- 2007 : Opapatika : Les Immortels
- 2008 : Ong-bak 2 : La Naissance du dragon
- 2008 : Chocolate
- 2009 : Force of five (Power Kids)
- 2013 : L'honneur du dragon 2
- 2015 : Arbat[13],[14]